# Libyan Investment Authority

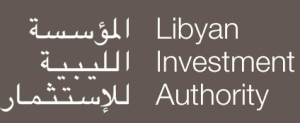
Logo

Libyan Investment Authority ist die englischsprachige Bezeichnung für den Staatsfonds Libyens. Dieser wurde im August 2006 vom Allgemeinen Volkskomitee mit einem Gründungskapital von etwa 40 Milliarden US-Dollar errichtet. Ziel des Fonds ist es, die Überschüsse aus dem Ölexport diversifiziert anzulegen und damit die Abhängigkeit des Staates vom Ölexport zu mindern.
Die arabische Bezeichnung des LIA lautet المؤسسة الليبية للاستثمار / al-muʾassasa al-lībiyya li-l-istiṯmār.

## Personal

### LIA
Der Libyan Investment Authority steht ein neunköpfiges Stiftungskuratorium (englisch Trustees Council) vor. Das Gremium wird vom libyschen Parlament für fünf Jahre ernannt, seine Mitglieder dürfen beliebig oft wiederernannt werden. Sie bestimmen den Verwaltungsrat (Board of Directors), den Geschäftsführer und seine Stellvertreter. Das Stiftungskuratorium kann Verwaltungsräte untergeordneter Körperschaften in die Generalversammlung bestellen und externe Beratungsgremien einrichten. Es trifft seine Entscheidungen durch absolute Mehrheit. Das Stiftungskuratorium erstellt Berichte über die Leistung des Verwaltungsrats und publiziert diese gegenüber dem libyschen Parlament. Der Verwaltungsrat besteht aus fünf Mitgliedern inklusive des Vorsitzenden, seines Stellvertreters und des Geschäftsführers.
Vom 1. Juni 2013 bis zum 8. Juni 2014 und seit dem 18. Mai 2015 ist Abdulmagid Breish Vorsitzender der Libyan Investment Authority. Er strengte Gerichtsprozesse gegen Goldman Sachs und die Société Générale an, die das Vermögen der LIA während der Gaddafi-Zeit zu ihrem Nachteil verwaltet hätten. Die Rechtmäßigkeit der Einsetzung von Hassan Bouhadi als Vorsitzenden wird von der Übergangsregierung in Tobruk jedoch nicht anerkannt.

#### Stiftungskuratorium (Trustees Council)
Mitglieder des Vorstandes sind:
- Al-Baghdadi Ali al-Mahmudi Vorsitzender, Generalsekretär des Allgemeinen Volkskomitees
- Abd-al-Hafid Mahmud al-Zulaytini stellvertretender Vorsitzender, Stellvertretender Generalsekretär des Allgemeinen Volkskomitees
- Mahmoud Jebril Ibrahim, Volkskomitee-Sekretär des Nationalen Planungsrats
- Ammar Latif, Volkskomitee-Sekretär für Tourismus
- Ali Abd-al-Aziz al-Isawi, Volkskomitee-Sekretär für Wirtschaft, Handel & Investition
- Mussa Kussa, Volkskomitee-Sekretär für Ausländische Liaison & Internationale Kooperation
- Muhammad al-Huwayj, Finanz-Sekretär des Allgemeinen Volkskongress
- Taher al-Juhaymi, Volkskomitee-Sekretär für Planung
- Farhat Bengdara, Zentralbank-Gouverneur der Central Bank of Libya (CBL).

### LAAICO
- Abdulftah Sharif, Generaldirektor der LAAICO[6]

## Investments
Dieser vom Gaddafi-Clan kontrollierte libysche Fonds hatte bis 2009 über 65 Milliarden US-Dollar in Projekte investiert. Die LIA hält acht Milliarden in Aktien bei 107 Firmen. 65 Prozent dieser Investitionen sind in Nordafrika angelegt, 20 Prozent in Asien und 15 Prozent in Europa, Nord- und Südamerika. Das Geld steckt in Banken, Zeitungen, Sportvereinen, Energiekonzernen, Telekommunikations- und Automobilfirmen, Rüstungsindustrie, Minengesellschaften, Immobiliengesellschaften und dem Tourismussektor.

### Liquide Mittel
2009 hatte der Fonds nur 22 Prozent seines Besitzes langfristig investiert, 39,81 Milliarden hielt er in Bar oder kurzfristigen Finanzinstrumenten. Generaldirektor Layas gab laut einem Geheimbericht des US-Botschafters Gene Cretz vom 28. Januar 2010 an, der Fonds verfüge über 32 Milliarden US-Dollar liquider Mittel, „vor allem in Bankdepots, die uns gute Langzeitrenditen geben“. Mehrere US-Banken verwalteten demnach jeweils 300–500 Millionen US-Dollar. Der Hauptteil der Investitionen steckt allerdings in Londoner Banken und Immobilien. Bei folgenden Banken und Private-Equity-Firmen hat die LIA Konten
- Goldman Sachs
- JP Morgan
- Fortis
- Export-Import Bank of the United States
- Citigroup
- Carlyle
- Blackstone
- Unicredit
- FM Capital Partners
- Boston Generating

### Libya Foreign Investment Company (LFIC)
Die LFIC wurde 1981 als Libyan Arab Foreign Investment Company (LAFICO) mit einem Startkapital von 1,7 Milliarden US-Dollar gegründet. Die weltweiten Investitionen beliefen sich laut eigenen Angaben 2006 auf 1,885 Milliarden libysche Dinar (etwa 1,5 Mrd. US-Dollar). 2006 wurde die LAFICA Teil der LIA. Sie verwaltet sie 3,5 Milliarden an Investitionen und Immobilien, darunter
- 7,585 Prozent[14] der italienischen Großbank Unicredit (davon 4,988 Prozent durch die Zentralbank Libyens (CBL))
- über 68 Prozent der italienischen Banca UBAE SpA (gehalten durch die Libyan Foreign Bank, Unicredit SpA[15] und die Zentralbank Libyens (CBL)[16])
- 5 Prozent der italienischen Banca di Roma[17]
- 2,6 Prozent des italienischen Automobilkonzerns Fiat
- 7,5 Prozent[18] des italienischen Fußballclubs Juventus Turin
- 2,01 Prozent des italienischen Rüstungskonzerns Finmeccanica
- weniger als 6,4 Prozent[19] des italienischen Energiekonzerns Eni
- ca. 1,4 Prozent[20] des russischen Aluminiumkonzerns Rusal
- über 3 Prozent[21] des britischen Verlags Pearson, zu dem auch die
  - Financial Times gehört.[22]
- 47 Prozent[23] der maltesischen Corinthia Group of Companies, diese besitzt
  - Anteile der International Hotel Investments p.l.c. (IHI) diese besitzt[24]
    - 72 Prozent der portugiesischen Alfa Investimentos Turisticos Lda
    - 70 Prozent der maltesischen CHI Limited
    - 100 Prozent der maltesischen Corinthia Towers Tripoli Limited
    - 100 Prozent der maltesischen Five Star Hotels Limited
    - 100 Prozent der niederländischen IHI Benelux B.V.
    - 100 Prozent der ungarischen IHI Hungary Zrt
    - 100 Prozent der maltesischen IHI Lisbon Limited
    - 100 Prozent der tschechischen IHI Towers s.r.o.

  - verschiedene Hotels darunter
    - Art Hotel in Antalya
    - Corinthia Palace Hotel & Spa in San Anton
    - Hôtel du Lac in Tunis
    - Excelsior Hotel in Side
    - Güllük Hotel in Güllük
    - Konospiste Hotel in Konopiste
    - Labranda Hotel in Güllük
    - Marina Hotel im Corinthia Beach Resort in St. George’s Bay
    - Panorama Hotel in Prag
    - Ramada Plaza in Budapest
    - Ramada Plaza in Tunis
    - Santarém Hotel in Santarém
    - Tekirova Hotel in Antalya
- 21,7 Prozent der italienischen Textilgesellschaft Olcese[25]

#### Oilinvest
Der niederländische Ölkonzern Oilinvest International wurde 1988 mit einem Aktienkapital von 450 Millionen US-Dollar gegründet, die zu gleichen Teilen von LAFICO, Libyan Foreign Bank (LAFB) und der National Oil Company (NOC) gehalten wurden. Er gehört ebenfalls seit 2006 zur Libyan Investment Authority mit folgenden Tochtergesellschaften:
- der Tankstellenkette Tamoil mit 2800 Tankstellen in Europa[27] (einschließlich der deutschen Tankstellenkette HEM)
- der deutschen Raffinerie Holborn Europa Raffinerie GmbH
- der maltesischen Petrochemiekonzern Chempetrol Overseas Limited

#### Libyan Arab African Investment Trade Company (LAAICO)
Die LAAICO ist seit 2006 Teil der LIA und hat in 26 der 53 afrikanischen Staaten investiert, in vier weiteren engagierte sich LAP (Libyan-african Investment Portfolio). Dieser Unterfonds verwaltet mit fünf Milliarden US-Dollar einen Großteil der langfristigen Investitionen.
Die LAAICO hat Investitionen und Joint-Ventures im afrikanischen Telekommunikationssektor. Sie hält Minengesellschaften mit Erzen zur Stahlproduktion, Diamanten und Goldressourcen und möchte in seltene Erden expandieren. Im Tourismussektor halten sie Hotelanlagen und Land über Immobiliengesellschaften. Im Agrarsektor plant man die Expansion in den Tabak- und Fruchtanbau. In der herstellenden Industrie verdient der Fonds mit Naturgummiverarbeitung, Fruchtsaft- und Wasserabfüllfabriken, Holzwirtschaft, Plastikindustrie und Stoffherstellung. LAAICO besitzt
- 100 Prozent der Libya Oil Africa[32]
- 100 Prozent der Libyan African Company[33]
- 100 Prozent der malischen Libyan Foreign Investment Company (LAFICO-MALI) diese besitzt
  - Vier-Sterne-Hotel de l’Amitie in Bamako
  - Anteile an der National Tobacco Company (SONATAM)
  - Fruchtsaftfabrik (geplant)
- 100 Prozent der gambischen Libyan Foreign Investment Company (LAFICO-GAMBIA) diese besitzt
  - Vier-Sterne-Atlantic-Hotel in Banjul (204 Zimmer)
  - 60 Prozent der African International Trading Company
- 100 Prozent Societe pour l'Investissement et Commerce (SALIC) in Burkina Faso
- 100 Prozent der liberianischen Libyan Foreign Investment Company (LAFICO-LIBERIA) diese besitzt
  - 86 Prozent der Immobilienfirma Pan African Real Estate Corporation
  - Gummifabrik (1000 t/Jahr)
- 75 Prozent der guineischen Societe Arabe Libyo-Guineenne Pour Le Development Agricole Et Agro-Industriel (SALGUIDIA) diese besitzt
  - 50 Prozent der Immobilienfirma BDS
  - 50 Prozent des Fruchtkonzerns N.S.T.
- Minen in der guineischen Region Mifergui-Nimba
- 65,5 Prozent[34] der ghanaischen Investment Gesellschaft Ghana Libyan Arab Holding Company Limited (GLAHCO), welche zwei Töchter betreibt:[35]
  - GLAHCO Hotels & Tourism Development Company Limited (GHTDCO) diese besitzt folgende Hotels
    - Vier-Sterne-Hotel Golden Tulip in Accra (234 Zimmer und 16 Appartements)
    - Vier-Sterne-Hotel Golden Tulip Kumasi City (160 Zimmer)[36]

  - Ghana Libyan-Arab Agricultural Company Ltd (GLAACO) mit 3426 Hektar Farmland mit Fruchtbäumen in Sojakobi
  - Ghana Groceries Limited mit einem Supermarkt in Accra
- 100 Prozent der Geflügelfarm Societe Agricole Togolaise Arabe Libyenne (SATAL)
- 51 Prozent des beninischen Obst- und Gemüse-Herstellers Societe nouvelle africaine des industries des fruits et legumes (SONAIFEL)
- Anteile des chinesisch-libyschen Telekommunikations-Joint-Venture Dataport, welches bis 2009
  - 51 Prozent des nigrischen Telekommunikationskonzerns SONITEL besaß.[37]
- 100 Prozent der tschadischen Libyan Foreign Investment Company (LAFICO-TCHAD) diese besitzt
  - Hotels (u. a. fünf Sterne Hotel mit 200 Zimmern im Bau bei N'djamena)
  - Immobilienfirmen
  - Mineralwasser-Fabrik
  - Stoffhersteller
- 100 Prozent der ethiopischen Libyan Foreign Investment Company (LAFICO-ETHIOPIA) diese besitzt
  - Anteile an Mineralwasser-Fabrik in Addis Ababa
- 49 Prozent des ethiopischen Agrarkonzerns Ethio-Libyan Joint Agricultural Company (ELACO)
- 50 Prozent der zentralafrikanischen Minengesellschaft Companie Centrafricane des Mines (COCAMINES) die Diamanten fördert.
- 100 Prozent der ugandischen Lake Victoria Hotel Company Limited
- 100 Prozent der gabunischen Libyan Foreign Investment Company (LAFICO-GABON) die 400.000 Hektar Wald bewirtschaftet.
- 100 Prozent des Sägemühlenbetreibers Societe Congolaise Arab Libyenne du Bois (SOCALIB) die in der Republik Kongo 506.000 Hektar Wald bewirtschaftet.
- Anteile der Minengesellschaft Oryx Natural Resources (ONR) die in der Demokratischen Republik Kongo schürft.
- 55 Prozent des komorischen Mobilfunkkonzerns Comcell[38]
- 100 Prozent der sambesischen Libyan Foreign Investment Company, die 52 Villen auf 8 Hektar Land besitzt
- 100 Prozent der südafrikanischen Ensemble Hotel Holdings diese besitzt
  - fünf Sterne Hotel Michelangelo in Johannesburg
  - 40 Prozent der Legacy Hotel Holdings die folgende Immobilien besitzt
    - Commodore Hotel (232 Zimmer)
    - Portswood Hotel (102 Zimmer)
    - Kwa Maritane Hotel (90 Zimmer)
    - Baku Bung Hotel (76 Zimmer)
    - Checodore Hotel (20 Zimmer)
    - 4186 m² Land für ein 33-stöckiges Hochhaus
- Anteile der simbabwischen Rainbow Tourism Group
- 49 Prozent der madagassischen Societe Mixte Libyo-Malgache (LIMA Holding), diese betreibt
  - Geflügelhaltung
  - Tourismus
  - Immobilien
- Anteile der Minengesellschaft Ashanti Goldfields Company Limited

#### Libyan African Investment Portfolio (LAP)
Die LAP ist die afrikanische LAAICO-Tochter die 2006 mit 5 Milliarden US-Dollar Startkapital ausgestattet wurde. Sie hat folgende Investitionen:
- über 50 Prozent der Afriqiyah Airlines
- über 50 Prozent des mauritisch-libyschen Satelliten-Joint-Venture RASCOM Star – QAF (Regional African Satellite Communications Organization)[41]
- OiLibya Holding (Afrikanische Sektion der Tamoil Group) mit einem Netzwerk von 3000 Tankstellen in 21 afrikanischen Ländern
- Sahel-Saharan Investment and Trade Bank (BISC)
- Anteile der Schweizer LAP-Tochter Libyan African Portfolio (Suisse) SA welche zusammen mit dem Schweizer Dammbauberater Stucky Holding Limited
  - 100 Prozent der libyschen Zementfirma Misurata Cement Terminal F.Z.C besitzt
- 100 Prozent der IT-Strategie Beratungsfirma Laptech Holding Company Limited[42]
- Anteile des marokkanisch-libyschen Düngemittel-Joint-Ventures Office Cherifien de Phosphate (OCP)[43]

##### LAP Green Network (LAP GreenN)
Im Jahr 2010 hatte LAP GreenN 5,2 Millionen Kunden. Neben Festnetzinfrastruktur und Mobilfunk, sind hier auch GPS und GPRS Services eingekauft. Der LAP Green Holding/LAP Green Com gehören
- 80 Prozent des ruandischen Telekommunikationskonzern Rwandtel[45]
- über 50 Prozent des Telekommunikationskonzerns der Elfenbeinküste Oricel Green
- 69 Prozent des ugandischen Telekommunikationskonzerns Uganda Telecom Limited (UTL), nachdem es das schweizerisch-libysche Konsortion UCom rausgekaufte.[46] Diese besitzt
  - 51 Prozent des nigrischen Telekommunikationskonzern SONITEL[47] (Société Nigérienne des Télécommunications, Nigerien Telecommunications Society). Dieser hält
    - Anteile am nigrischen Mobilfunkunternehmen SahelCom
- 80 Prozent des südsudanesischen Mobilfunkunternehmen Gemtel
- 75 Prozent des sambesischen Festnetzmonopols Zamtel[48] mit den Töchtern
  - Zamtel Online
  - Cell-Z

### Economic and Social Development Fund (ESDF)
Der Economic and Social Development Fund wird von der LIA verwaltet. Ziel des ökonomischen und sozialen Entwicklungsfonds ist nach eigenen Angaben, den „Lebensstandard armer libyscher Familien anzuheben“. Diese Stiftung ist in fünf Tochtergesellschaften unterteilt mit verschiedenen Investitionsschwerpunkten.

#### Al-Inma Investment Holdings for Services Investments
Diese Stiftung investiert in den Dienstleistungssektor und besitzt
- 100 Prozent der AL-INMA Co. for Construction Materials
- 100 Prozent der ALINMA Co. for the Importation of Transportation and Technical Services
- 97 Prozent der AL-INMA Co. for Medicines and Medical necessities
- 94,6 Prozent der AL-INMA Cc. for the Importation of Foods
- 60 Prozent der Libya Insurance Co.
- 55 Prozent der AL-RAHILA Co. for Petroleum Service
- 45 Prozent der Al Mutahida Aviation Co.
- 42 Prozent der Petroleum Aviation Co.
- 40 Prozent der International Co. for Services & Technology
- 35 Prozent der Libyan Co. for Investment & Operation of Health Amenities
- 32 Prozent der Nation Co. for Maritime Transportation
- 30 Prozent der Libyan African Holding Co. for Aviation
- 25 Prozent der Libyan Health Insurance Co.
- 19 Prozent der Fast Roads Co.
- 60 Prozent der Alkhadra Co. for Water and Waste Services
- 52 Prozent der Libyan Co. for Environment Services
- 50 Prozent der Arabic Co. for Gas Distribution
- 50 Prozent der Financial Bilton Libya Joint-Venture Co.
- 55 Prozent der AL-INMA Co. for Advanced Medical Services
- 55 Prozent der Gulf of Sirti Co. for Gas Projects
- 40 Prozent der Mediterranean Sea Co. for Water Desalination

#### Al-Inma Investment Holdings for Industrial Investments
Diese Stiftung investiert in den Industriesektor und besitzt
- 100 Prozent der Mechanic & Electric Industrial Co.
- 100 Prozent der Mediterranean Sea Co. for Minerals Formation
- 98 Prozent der National Co. for Mills and Forges
- 96 Prozent der Al-INMA Co. for Vegetarian Oils
- 95 Prozent der Al-INMA Co Pipes Manufacturing
- 95 Prozent der Al-INMA Co. for Engineering Industries
- 95 Prozent der Al-INMA Co. for Wires and Cables
- 95 Prozent der AL-INMA Co. for Medicines and Medical Necessities Manufacturing
- 94 Prozent der Libyan Tobacco Co.
- 85 Prozent der Al-INMA Co. for Pipes Manufacturing
- 40 Prozent der African Cement Factory
- 40 Prozent der Libya Joint-Venture Co. for Cables Manufacturing
- 32 Prozent der Al-Ahlia Cement Co.
- 30 Prozent der ABO–ATNI Co. for Beverages Manufacturing
- 50 Prozent der Italiacementi Co. for Cement Manufacturing
- 42 Prozent der Joint-Venture Libyan Co. for Cement Manufacturing
- 40 Prozent der Azizia Glass Factory
- 22 Prozent der International Co. for Beverages Manufacturing

#### Libyan Holding Co. for Development and Investment
Diese Stiftung investiert in Entwicklungsprojekte und besitzt
- 35 Prozent der Libyan Contractor Union Co.
- 40 Prozent der Libyan Feraera Mshkita Co.
- 35 Prozent der Libyan Syrian Co. for Nets & Contractor
- 35 Prozent der Shaborjis B Co.
- 30 Prozent der Laburg International Limited Co.
- 40 Prozent der Hani Co. for Contractor
- 35 Prozent der Oya Co. for Big Projects
- 40 Prozent der ASFI Co. for Contractors
- 50 Prozent der Almaber Libya Co. for Real Estate & Investment
- 88,4 Prozent der Libyan National Investment Co.
- 100 Prozent der Gordabia Holding Co. for Constructors
- 51 Prozent der Gulf Co.
- 40 Prozent der Amperjeleo Libya Co. for Contractors
- 40 Prozent der Ramco Libya Co. for Contractors
- 40 Prozent der Sornisen Libya Co.
- 40 Prozent der Al Sahara el Kobra Co. for Contractors
- 40 Prozent der Alnafida Libya Co. for Contractors
- 70 Prozent der Alwaha West Co. for Contractors
- 40 Prozent der Eltadshin Co. for Contractor
- 40 Prozent der Sambol Libya Co. for Contractors
- 40 Prozent der Altayf Co. Contractors
- 35 Prozent der Rig Libya Co. for contractors
- 35 Prozent der Anna yort Libya for Contractors
- 80 Prozent der Preparation Co. for Industrial Investment

#### Al-Inma Investment Holdings for Tourism Investment
Diese Stiftung investiert in den Tourismussektor und besitzt
- 100 Prozent der OIA Co. for Tourism Development and Investment
- 100 Prozent der International Co. for Investment Services
- 100 Prozent des AlMagrab Alarabia Village der Almagrab Alarabi Alkabir Co.
- 100 Prozent der Libyan Emirates Holdings Co.
- 100 Prozent der Al-Jebel Al Akhdar Co. for Tourism Development and Investment
- 100 Prozent der Gulf Co. for Tourism Development and Investment
- 100 Prozent der AlBORDI Co. for Tourism Investment
- 100 Prozent der Al-Nicat Al Khams Co. for Tourism Development & Investment
- 100 Prozent der Al-Wahat Co. for Tourism Development & Investment
- 100 Prozent der Allibya Almutahida for Tourism Investment
- 50 Prozent der Al-Ghazala Co. for Tourism Investment
- 45 Prozent der Perocco–Libya Co. for Tourism Investment
- 30 Prozent der Al-Wadan Co. for Tourism Investment
- 100 Prozent der Libyan Company for Preparation & Urban Development

#### Al-Inma Investment Holdings for Construction and Real-Estate
Diese Stiftung investiert in den Immobiliensektor und besitzt
- 100 Prozent der Misurata Free Zone
- 100 Prozent der Libyan Co. for International Investments
- 24 Prozent der Libyan Investment Holding Co.
- 50 Prozent der Al-Enma Real Estate Investment Co.
- 52,5 Prozent der El-Tadamen Real Estate Investment Co.
- 35 Prozent der Sembawing libya for Contractors
- 35 Prozent der Ginkes libya for Contractors J.V
- 35 Prozent der Seamblex Libya for Infra Structure

### Oil Reserve Fund (ORF)
Laut einer Studie von Morgan Stanley hatte der libysche Oil Reserve Fond im Jahr 2005 ca. 50 Milliarden Einlage. Wie viel davon bei der Gründung der LIA (2006) in die anderen Unterfonds und deren Investitionen überführt wurde, ist unklar.

### Long-Term Investment Portfolio
Dieser langfristige Unterfond wurde 1982 gegründet und verwaltete, laut Angaben von Layas, 10 Milliarden US-Dollar im Jahr 2008.

### Weitere Investitionen
Gaddafi selbst soll laut Angaben der „Financial Times“ rund 21,9 Millionen US-Dollar in eine Hotelanlage im italienischen L’Aquila investiert haben.
Des Weiteren hielt die LIA zwischenzeitlich Anteile an der belgischen Bank Fortis und ca. 0,02 Prozent der Royal Bank of Scotland.
Die LIA besitzt laut ihrem ehemaligen Vizepräsidenten Mustafa Zarti auch Aktien des österreichischen Ziegelherstellers Wienerberger AG.
Die libysche Post hält einen 14,8 Prozent der italienischen Telekomgesellschaft Retelit und ist somit stärkster Aktionär der Gesellschaft. Gaddafis Finanzgesellschaft Lafitrade hält 10 Prozent der französischen Filmgesellschaft Quinta Communications, in die auch Berlusconis Medienholding Fininvest und dessen französisch-algerischer Freund Tarak Ben Ammar investiert sind.

### Kontensperre
Im Zuge des Aufstands in Libyen 2011 wurden die deutschen Konten der Libyan Investment Authority und ihrer führenden Köpfe am 10. März 2011 gesperrt.

### Aktuelle Lage
Auf Grund des Bürgerkriegs in Libyen sind die Eigentumsverhältnisse und die rechtliche Vertretung der LIA umstritten.

## Mitgliedschaften
Sie ist Mitglied im International Forum of Sovereign Wealth Funds (IFSWF) und hat sich damit verbunden auch den Santiago-Prinzipien für angemessenes Handeln und ordentlicher Geschäftstätigkeit verschrieben.